# Estación del Ferrocarril (Cali)
La Estación del Ferrocarril comúnmente conocida como La Estación, es un monumento nacional ubicado en la Comuna 2 de Cali, Colombia.
La Estación fue inaugurada el 14 de diciembre de 1953 y reinaugurada en 1954 por el presidente Gustavo Rojas Pinilla. Desde entonces se ha constituido como una de las obras más representativas de la ciudad de Cali.

## Descripción
Posee dos murales del maestro Hernando Tejada, quién tardo cerca de 4 años en el proceso de creación; abarca un lote de 16 000 m² y fue declarado monumento nacional en 1994.
El primer mural se llama Historia de Cali, pintado por Tejada entre 1952 y 1954. Es un recorrido histórico por el Valle del Cauca, desde su fundación en el siglo xvi hasta el siglo xx. Allí se reflejan, conquistadores, indígenas y personajes de la época.
En la pared opuesta se encuentra en segundo mural titulado Historia del transporte, el artista lo inició en 1954 y lo culminó en 1956. Tienen una medida de 10x20 m². Después del mural de la alcaldía de Buenaventura, Valle del Cauca, los dos murales de La Estación son los murales más grandes de Colombia.